# Ruaha nationalpark

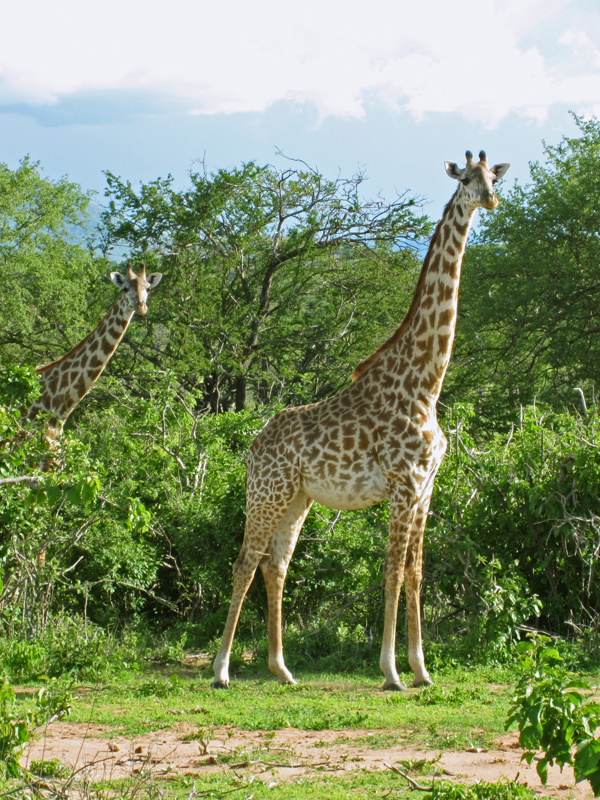
Giraffer i Ruaha

Ruaha nationalpark ligger  i centrala Tanzania 620 km väster om Dar es Salaam och 128 km väster om Iringa till stora delar inom distriktet Iringa. Ruaha är den till ytan största nationalparken i Tanzania med sina 20 226 km2, en yta stor som Ångermanlands och dubbelt så stor som Skånes.
Namnet på parken kommer från stora Ruahafloden, som rinner längs sydöstra gräns och är parkens livsnerv där viltet visar sig, särskilt under torrperioden. 
Kännetecknande för parken, förutom storleken, är att den är relativt oexploaterad och att den härbärgerar Östafrikas största elefanthjordar samt en stor mängd fågelarter.

## Historia
1910 skapades Sabaflodens viltreservat av det dåvarande protektoratet Tyska Östafrika. 1946 kungjordes reservatet som Rungwa viltreservat av britterna sedan de fått Tanganyika som mandatområde av Nationernas Förbund. Människorna som levde i reservatet tvingades efter detta att flytta därifrån.
Ruaha fick nationalparksstatus 1964, tre år efter Tanzanias självständighet från Storbritannien och omfattade därmed den södra delen av Rungwa viltreservat. 1974 utvidgades parken med en mindre del av den sydöstra delen av Ruahafloden. 2008 införlivades tidigare Usangu viltreservat och ett antal våtmarker i Usangu i parken, vilket gör Ruaha till Tanzanias och Östafrikas största nationalpark med sina 20 226 km2.

## Stora Ruahafloden
Stora Ruahafloden rinner genom Usangus våtmarker, Ruahaparken och Selous viltreservat för att där förenas med Rufijifloden. Ruahafloden är cirka 475 km lång och har ett medelflöde på 140 m³/s vilket utgör 22 % av Rufijiflodens totala flöde. Flodens viktigaste bifloder är Kimani-, Mbarali-, Ndembera-, Chimala-, Mkoji-, Kisigo-, lilla Ruaha-, Lukosi- och Yovifloden. Kipengerebergen i sydvästra Tanzania, norr om Malawisjön, utgör stora Ruahaflodens källflöde. Efter att ha passerat Ruahaparken når floden två dammar som tillsammans står för hälften av Tanzanias elproduktion. 38 olika fiskarter har hittats i floden. 
Tidigare har den för parken och djurlivet så viktiga floden strömmat året runt. Sedan 1993 har vattnet sinat under allt längre perioder under torrtiden. Huvudorsaken är bevattning av bland annat risodlingar uppströms floden.

Världsnaturfonden driver ett projekt för att tillsammans med lokalbefolkningen hushålla med flodens vatten och därmed återställa flödet året om.

Filmen "The Great Ruaha River" från 1998 från African Environmental Film Foundation (AEFF) illustrerar orsakerna till och konsekvenserna av hanteringen av stora  Ruahaflodens källflöden.

Trailer: The Great Ruaha River (engelska)
Stora Ruahafloden och därmed även Ruaha nationalpark har fått sitt namn av hehefolkets ord ”ruvaha”, som på bantuspråket hehe betyder flod.

## Djurliv
Parken har Östafrikas största afrikanska elefantpopulation. Hjordarna har återhämtat sig efter 1980-talets tjuvjakt. Förutom elefanterna så finns stora bestånd giraffer, flodhästar, zebror och impala. Ruaha är också ett globalt mycket viktigt område för stora rovdjur med cirka 10% av lejonen som finns kvar i Afrika, dessutom finns signifikanta populationer av  gepard, leopard, fläckig hyena och den hotade afrikanska vildhunden.
På grund av sitt läge i gränslandet mellan Östafrikas savann och södra Afrikas miombovegetation finns ett stort antal antiloparter i parken. Exempelvis samexisterar här större och mindre kudu och grantgasell, vilket inte är det vanligaste. Dessutom finns exempelvis afrikansk buffel och dik-dik. 
I parken finns bland annat också  krokodil, schakal, babian och grön markatta.

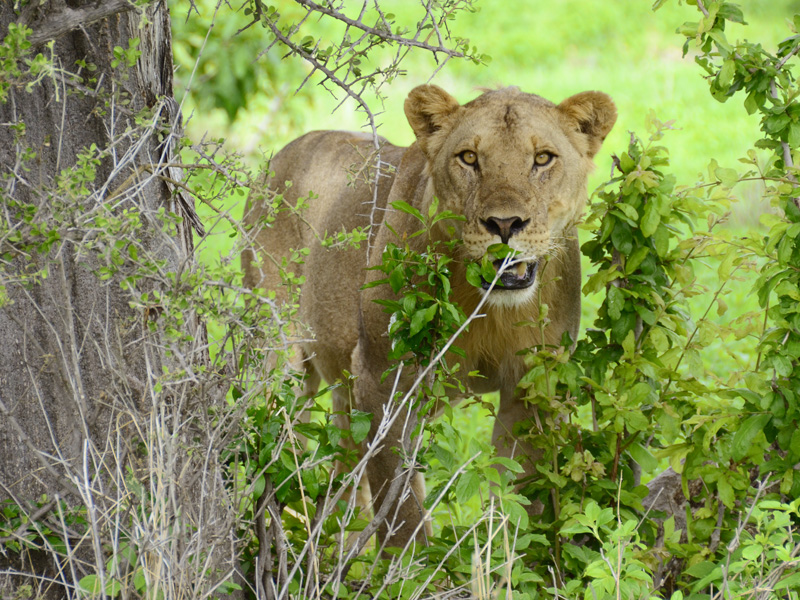
En ung lejonhanne - Panthera leo
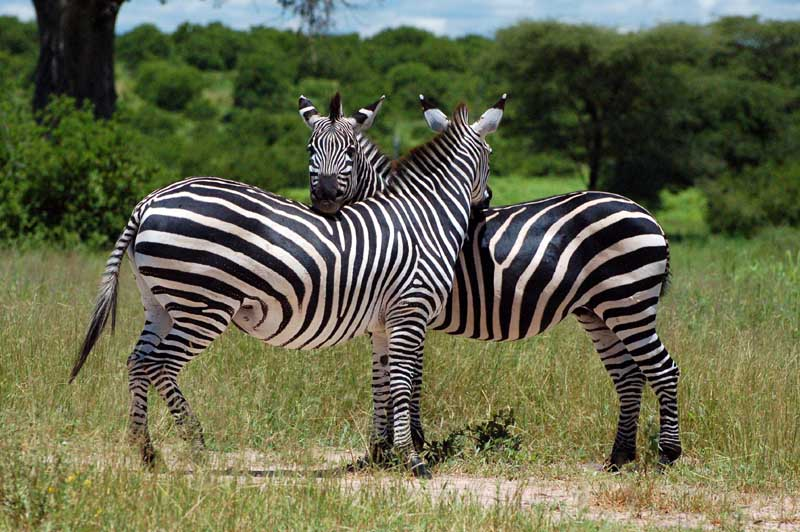
Två zebror - Equus quagga
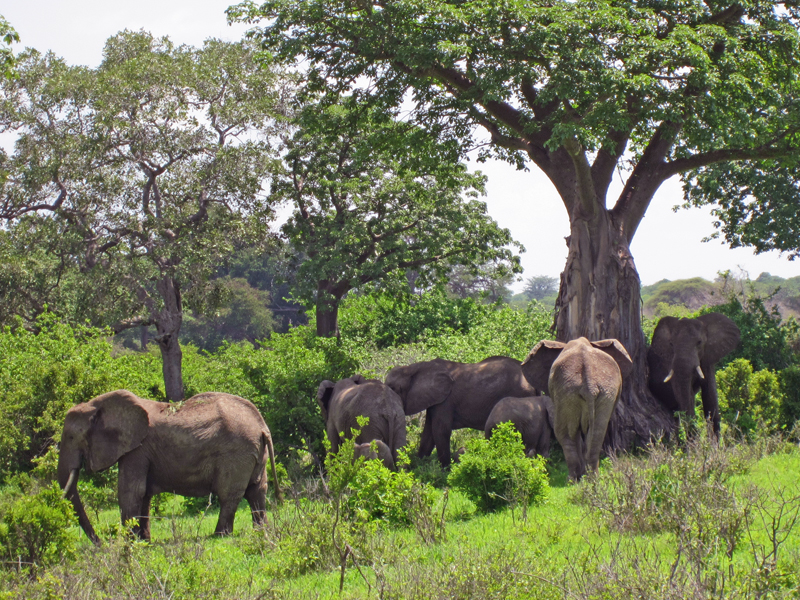
Elefanthjord - Loxodonta africana

Av samma skäl har Ruaha ett mycket rikt fågelliv  med 529 fågelarter som blåkråka, ruahatoko, sadelnäbbstork, grå krontrana och struts.

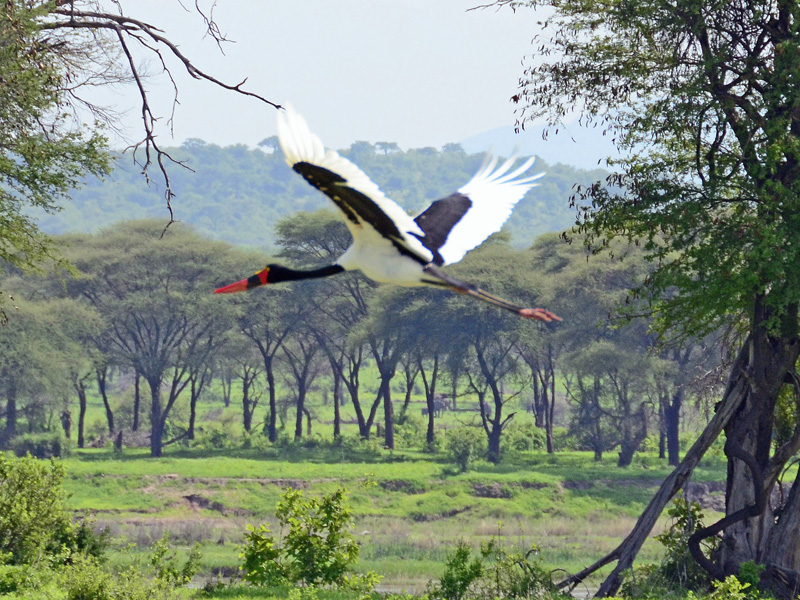
Sadelnäbbstork - Ephippiorhynchus senegalensis
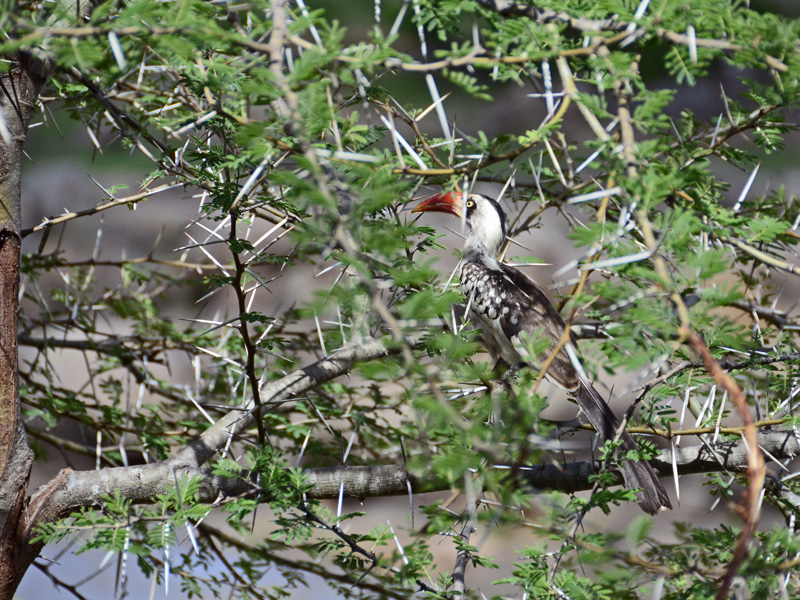
Ruahatoko - Tockus ruahae
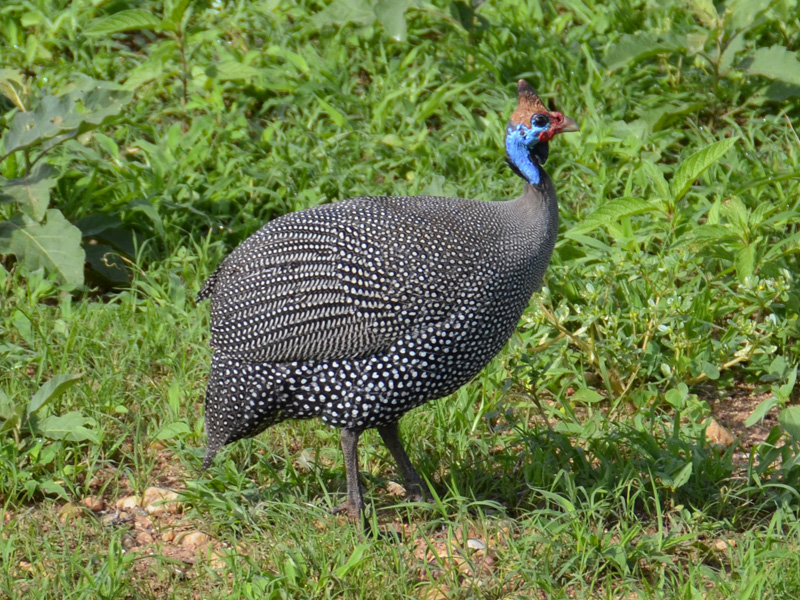
Pärlhöna - Numida meleagris

## Säsong

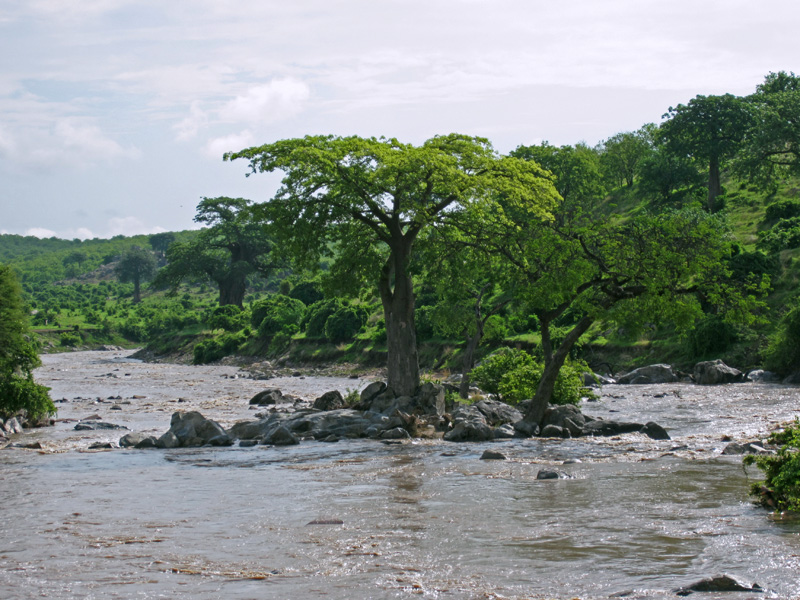
Grönskade baobab under regnperioden

Ruaha nationalpark kan besökas när som helst på året, men den bästa tiden för att se storvilt är under den torra säsongen från juni till oktober då djurlivet drar sig mot Ruahafloden för att få vatten och att jaga. Ju torrare det blir, desto färre vattenhål finns det för djuren vilket gör det lättera både för besökarna att se djuren och för lejonen att jaga.
Under regntiden från november till april, då parken grönskar, är storviltet svårare att se i den allt tätare vegetationen. Perioden mellan från februari till april är däremot den bästa tiden för fågelskådning, då flyttfåglar både söder- och norrifrån passerar parken.
Cirka 500 mm regn faller årligen över Msembe, parkens högkvarter. Den svalaste månaden är juli med högst 30°C dagtid och 15°C nattetid. Sedan stiger temperaturerna under torrperioden för att nå upp till 40°C dagtid och bara gå ner till 25°C nattetid. När regnen sen kommer i november faller temperaturerna igen.

## Kommunikationer

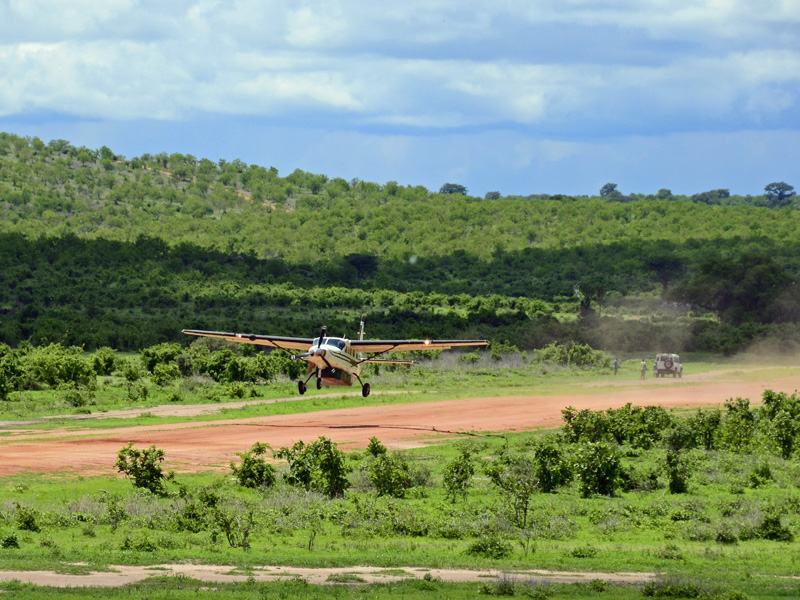
Startbanan i Msembe

”Den oändliga vägen” förbinder Ruaha nationalpark med den närmaste staden Iringa som ligger cirka 120 km bort. Bilresan tar cirka 2 timmar.  Bilresan från Dar es Salaam till Iringa tar 8 timmar. Vägarna i parken är generellt sett väl underhållna, men fyrhjulsdrift är trots det att rekommendera, särskilt under regnperioden. Bilkörning i parken nattetid och utanför vägnätet är inte tillåten.
Det går dagligt flyg från Dar es Salaam till och från Ruahas landningsbana vid Msembe, parkens högkvarter. Flygtiden mellan  Dar es Salaam och Ruaha är cirka 2,5 timmar.